# Vojnatina
Vojnatina je naseljeno mjesto u okrugu Sobrance u Košickom kraju u Slovačkoj.

## Stanovništvo
| Godina:     | 1993. | 2003.    | 2013.   | 2023.   |
| ----------- | ----- | -------- | ------- | ------- |
| Broj ljudi: | 267   | 235      | 242     | 233     |
| Razlika:    |       | -11,98 % | +2,97 % | -3,71 % |

| Godina:     | 2022. | 2023.   |
| ----------- | ----- | ------- |
| Broj ljudi: | 239   | 233     |
| Razlika:    |       | -2,51 % |

Prema podatcima o broju stanovnika iz 2023. godine naselje je imalo 233 stanovnika.

## Vanjske poveznice
|  | Zajednički poslužitelj ima još gradiva o temi Vojnatina |

- Službena stranica naselja (sl.)